# هزة ارتدادية

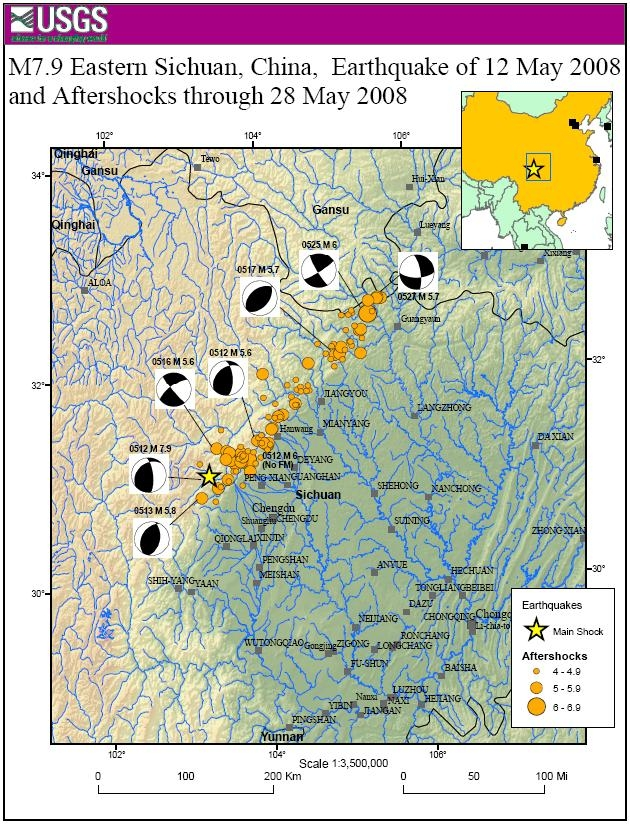

الهزة الارتدادية أو الهزة التابعة (بالإنجليزية: Aftershock)‏، هي هزة أرضية صغيرة تتبع الهزة الأرضية الكبيرة وناتجة من أو من قرب بؤرة الهزة الكبيرة. وتقع معظم الهزات الارتدادية على كامل بؤرة تمزق الصدع للهزة الأصلية، وإما أن تحدث على طول النمط الهزة نفسها أو على طول أنماط أخرى داخل الحجم المتأثر بالمنطقة المرتبطة بالهزة الرئيسية. وعادةً، يتم العثور على الهزات الارتدادية التي تصل إلى مسافة تساوي طول تمزق الهزة الكبيرة. الهزات الارتدادية خطيرة لأنها عادةً لا يمكن التنبؤ بها، ويمكن أن تكون ذات قوة كبيرة، ومن الممكن كذلك أن تُسبب انهيار للمباني التي تضررت من الهزات الكبيرة.